# Kazuki Yoshimi
Kazuki Yoshimi (japanisch 吉見 一起, Yoshimi Kazuki; * 19. September 1984 in Fukuchiyama, Präfektur Kyōto) ist ein japanischer Baseballspieler auf der Position des Pitchers. Der Rechtshänder spielt seit seinem Profidebüt 2005 für die Chūnichi Dragons in der japanischen Central League. 
Yoshimi begann in der Grundschule mit dem Baseball, mit der Konkō-Ōsaka-Oberschule in Takatsuki nahm er 2002 am Frühjahrs-Kōshien teil, wo seine Mannschaft aber in der ersten Runde ausschied. Nach seinem Abschluss arbeitete er für Toyota Jidōsha, wo er als shakaijin in der Werksmannschaft spielte. Beim Draft 2005 kam er über das kibō nyūdan waku seido, durch das Spieler bis 2006 vor dem eigentlichen Draft unter Vertrag genommen werden konnten, zu den Chūnichi Dragons.
Im September 2006 gab Yoshimi sein Debüt in der ersten Mannschaft der Dragons. 2007 zunächst für die Rotation vorgesehen, wurde er nach schwachen Leistungen wieder in die zweite Mannschaft versetzt und spielte anschließend für die Estrellas Orientales in der Saison 2007/08 der Liga Dominicana de Béisbol Invernal. 2008 gehörte Yoshimi von Beginn der Saison zum Kader der ersten Mannschaft und zeigte gute Leistungen: Bereits Anfang April warf er in seinem ersten Complete Game einen 4-Hit-Shutout gegen Yakult. Insgesamt kam er 2008 zu 35 Einsätzen, davon 14 Starts, wobei er mit einem ERA von 3.23 einen Win-Loss-Record von 10–3 erzielte.
Seit 2009 gehört Yoshimi zur Stammrotation der Dragons, im gleichen Jahr führte er mit 16 Wins zusammen mit Shōhei Tateyama die Central League an. Nach der Saison unterzeichnete er eine Vertragsverlängerung, bei der sein Gehalt von 50 auf 92 Millionen Yen erhöht wurde. 2010 eröffnete er die Saison für Chūnichi, warf mit einem ERA von 3.50 zwar schwächer als im Vorjahr, trug aber mit einem winning record (12–9) zum Ligatitel der Mannschaft bei.